# James Dalton

a Compétitions nationales et continentales officielles uniquement.

b Matchs officiels uniquement.
James Dalton, né le 16 août 1972 à Johannesbourg (Afrique du Sud), est un joueur sud-africain de rugby à XV,  évoluant au poste de talonneur.
Ce talonneur réputé pour ses qualités de combattant est l'une des grandes figures du rugby sud-africain. Il a fait partie de l'équipe d'Afrique du sud qui a remporté la coupe du monde de rugby 1995.

## Carrière

### En province
James Dalton a joué de 1993 à 2000 avec la province du Transvaal (qui s'est faite successivement appeler Gauteng Lions puis Golden Lions) en Currie Cup avant de rejoindre les Falcons (anciennement Eastern Transvaal) en 2001. Il a remporté la Currie Cup avec les Golden Lions en 1999.
Dans le Super 12, il a joué sous les couleurs de la franchise des Lions (qui s'appellera successivement Transvaal, Gauteng Lions, Golden Cats, Cats puis de nouveau Lions entre 1996 et 1999) de 1996 à 2001 puis sous celles des Bulls en 2001. 

### En équipe nationale
James Dalton a effectué son premier test match avec les Springboks le 8 octobre 1994 à l’occasion d’un match contre l'équipe d'Argentine. Retenu dans le squad appelé à disputer la coupe du monde de rugby 1995 comme titulaire au poste de talonneur, il est impliqué dans une bagarre générale lors d'un match de poule contre le Canada. Cela lui vaudra avec son coéquipier Pieter Hendriks d'être exclu du tournoi. Il sera remplacé sur le terrain par Chris Rossouw. Néanmoins, ayant participé à deux matchs du tournoi, il est considéré comme vainqueur de la coupe du monde 1995.
Après la compétition, il retrouve son poste de titulaire en sélection et remporte le Tri-nations 1998. Il disparaît pendant quatre ans de la sélection au profit de Naka Drotske avant de revenir en 2002. Son dernier test match a été effectué le 23 novembre 2002 contre l'équipe d'Angleterre.

## Après carrière
En novembre 2007,  James Dalton est accusé par sa femme, Andrea d'avoir tenté de la tuer en maintenant sa tête sous l'eau dans une baignoire. Le couple divorcera en 2009. En 2010, les audiences du tribunal concernant affaire ont été reportées.

## Palmarès

### En club
- Vainqueur de la Currie Cup 1999 avec les Golden Lions.

### Avec les Springboks
- Vainqueur de la coupe du monde de rugby 1995
- 43 sélections
- Sélections par saison : 1 en 1994, 5 en 1995, 7 en 1996, 9 en 1997, 12 en 1998 et 9 en 2002.